# Victoria Sauze
Victoria Sauze, född den 21 juli 1991 i San Miguel de Tucumán, är en argentinsk landhockeyspelare.

## Karriär
Vid olympiska sommarspelen 2020 i Tokyo var Sauze en del av Argentinas lag som tog silver i landhockey. Hon ingick även i det lag som tog brons i landhockey vid OS 2024.